# Malba
Malba là một tổng thuộc  tỉnh Poni ở phía nam Burkina Faso. Thủ phủ là thị xã Malba.

## Các thị xã và làng xã
Banipo, Baranguira, Binsèo, Bou, Boura, Daboura-Gantoura, Daboura-Konkoro, Diarra, Dièri, Dossa, Dossa-Badala, Dossa-Borondi, Dounkoura, Godjir, Ipièl, Kamalangora, Kho, Kodjo-Gboro, Kodjo-Sambour, Kodjo-Tioblo, Kpélé, Kponkpon, Malba-Campement, Nanfor, Naradjou, N'guèmpèra, Poyo, Sorombora, Souraguèra, Tassep, Tohèra-Soupèra, Tonora-Djolonkora, Valla và Vavidjou.